# Jane Kaczmarek
Jane Kaczmarek (Milwaukee (Wisconsin), 21 december 1955) is een Amerikaans actrice.
Kaczmarek studeerde drama aan de University of Wisconsin-Madison en vervolgde haar opleiding aan de Yale School of Drama. In 1982 acteerde ze in haar eerste film. Ze is bekend van de film Pleasantville uit 1998 en de serie Malcolm in the Middle. Kaczmarek heeft ook een gastrol gespeeld in de Amerikaanse serie Frasier. In de serie Hill Street Blues speelde ze de rol van agent Clara Tilsky.
- Biblioteca Nacional de España: XX4909365
- Bibliothèque nationale de France: cb141918695 (data)
- Gemeinsame Normdatei: 1063960959
- International Standard Name Identifier: 0000 0000 7246 3742
- Library of Congress Control Number: no97046299
- MusicBrainz: 1f916245-07fa-4b80-9687-9c9e2bfec90d
- Nationale Bibliotheek van Tsjechië: xx0176075
- Nationale Bibliotheek van Israël: 987007379341305171
- Nederlandse Thesaurus van Auteursnamen: 142200077
- Système universitaire de documentation: 189987642
- Virtual International Authority File: 100989558
- WorldCat: E39PBJgMyGMYCRhrG3YD8GKKh3